# بهمن ۱۳۸۴
بهمن ۱۳۸۴

## شنبه: ‎۳۰ بهمن۱۳۸۴(۱۸ فوریه۲۰۰۶)
- ایران خواستار خروج فوری نیروهای انگلیس از بصره شد

منوچهر متکی، وزیر امور خارجه ایران، روز گذشته از انگلیسی‌ها خواست تا از بصره خارج شوند چون حضور آن‌ها منطقه را بی‌ثبات می‌کند. 

## جمعه: ‎۲۹ بهمن۱۳۸۴(۱۷ فوریه۲۰۰۶)
- آقازاده: غنی‌سازی صنعتی نیست.

رییس سازمان انرژی اتمی، رضا آقازاده تصریح کرد که انجام فعالیت‌های هسته‌ای در تأسیسات غنی‌سازی نطنز صنعتی نیست و جنبهٔ تحقیقاتی دارد. 
- ماهانه ۵۰۰ تا ۶۰۰ میلیارد تومان پول الکترونیکی جابه‌جا می‌شود

با وجود بی‌توجهی به شبکهٔ پیوستهٔ بانکداری الکترونیک، عدم رونق فرهنگ استفاده از پایانه‌های الکترونیکی فروش و وجود ۱۲ میلیون کارت بانکی در برابر چهار هزار دستگاه خودپرداز، ماهانه بین ۵۰۰ تا ۶۰۰ میلیارد تومان پول الکترونیکی از طریق شبکهٔ شتاب جابه‌جا می‌شود. 
- پیشرفت آلزایمر در مغز افراد تحصیل‌کرده سرعت بیشتری دارد

بر خلاف پژوهش‌های پیشین که احتمال روی دادن آلزایمر را در افراد دارای مدارج بالای علمی اندک می‌دانست، در پژوهشی تازه مشخص شده‌است که سرعت پیشرفت این بیماری در مغز چنین افرادی سریع‌تر خواهد بود. 
- شرکت اراکل موقعیت خود را در بازار ارتباطات محکم می‌کند

اوراکل در مورد خرید هات‌سیپ، شرکت سوئدی فروشندهٔ نرم‌افزارهای ارتباطی، به توافق رسیده‌است. 

## پنجشنبه: ‎۲۸ بهمن۱۳۸۴(۱۶ فوریه۲۰۰۶)
- وزیر امور خارجهٔ فرانسه: برنامهٔ هسته‌ای ایران نظامی است.

وزیر امور خارجهٔ فرانسه، فیلیپ دوست-بلازی، اظهار کرد که برنامه هسته‌ای ایران «پروژه‌ای مخفی و نظامی» است. 
- حمایت مالی آمریکا از مخالفین حکومت ایران

دولت آمریکا، حمایت مالی‌اش از مخالفین حکومت ایران و گروه‌های حقوق بشر به شکل گسترده‌ای افزایش داد. 
- حمایت چین از راه‌حل دیپلماتیک در برابر ایران

چین کشورها را به یافتن راه حلی دیپلماتیک برای معضل برنامه هسته‌ای ایران دعوت کرد. 
- شلیک به دارندهٔ اسلحهٔ اسباب‌بازی

نیروهای اسرائیلی در جنین به مرد جوان غیرنظامی‌ای که اسلحهٔ پلاستیکی در دست داشت، شلیک کردند و او را کشتند. این مرد عقب‌ماندهٔ ذهنی بوده‌است. 
- جزئیات و قیمت بستهٔ نرم‌افزاری جدید آفیس

شرکت مایکروسافت جزئیات و بهای بسته نرم‌افزاری آفیس ۲۰۰۷ را اعلام کرد. 

## سه‌شنبه: ‎۲۶ بهمن۱۳۸۴(۱۴ فوریه۲۰۰۶)
- از سرگیری غنی‌سازی

مقامات ایرانی تأیید کردند که فعالیت بر روی غنی‌سازی اورانیوم را از سر گرفته‌اند. 
- ۱ میلیارد دلار برای اصلاح تصور عمومی از دولت آمریکا

مدیران دولت جرج و. بوش در طی یک سال و نیم گذشته، ۱.۶۲ میلیارد دلار برای قراردادهای تبلیغاتی و روابط عمومی خرج کرده‌اند. 
- عراق؛ خطرناکترین مکان برای خبرنگاران

بر طبق نظر کمیته‌ای فعال در زمینهٔ حقوق روزنامه‌نگاران، عراق به خطرناک‌ترین کشور برای خبرنگاران در ربع‌قرن اخیر تبدیل شده‌است. 
- مایکروسافت، موتورولا را یاری می‌دهد

موتورولا، شرکت دارای رتبهٔ دوم در بازار جهانی تلفن‌های همراه، آغاز به فروش تلفن‌هایی خواهد کرد که از نرم‌افزار پخش موسیقی دیجیتال شرکت مایکروسافت استفاده می‌کنند. این پیروزی‌ای برای مایکروسافت در برابر اپل محسوب می‌شود که پیش‌تر همکار موتورولا در این زمینه بود. 

## پنج‌شنبه: ‎۲۱ بهمن۱۳۸۴(۹ فوریه۲۰۰۶)
- خشونت در عاشورا

در جریان مراسم عاشورا در شهر هانگو پاکستان به خاطر بمب‌گذاری و شورش‌های خیابانی ۲۷ نفر کشته شدند. 

## یکشنبه: ‎۱۰ بهمن۱۳۸۴(۲۹ ژانویه۲۰۰۶)
- ایران تلافی خواهد کرد

یحیی رحیم صفوی، فرمانده سپاه پاسداران ایران هشدار داده است که اگر کشورش هدف حمله قرار گیرد، از موشک‌های بالستیک دارای برد دو هزار کیلومتر، استفاده خواهد کرد.  و 
- ایران نخست وزیر بریتانیا را به کنفرانس هولوکاست دعوت کرد

سخنگوی وزارت امور خارجه از تونی بلر دعوت کرده‌است که نظرات خود را در این کنفرانس که در تهران برگزار خواهد شد اعلام نماید. 
- پردازندهٔ ۴۵ نانومتری

شرکت اینتل اولین نمونه از تراشه ۴۵ نانومتری تولیدی خود را به نمایش گذاشت. 

## پنج‌شنبه: ‎۷ بهمن۱۳۸۴(۲۶ ژانویه۲۰۰۶)
- پیروزی حماس

گروه اسلام‌گرای فلسطینی حماس با کسب ۷۶ کرسی از ۱۳۲ کرسی مجلس به چهار دهه حکومت گروه فتح پایان داد. 

## سه‌شنبه: ‎۵ بهمن۱۳۸۴(۲۴ ژانویه۲۰۰۶)
- بمب‌گذاری در اهواز

دست‌کم شش نفر طی دو انفجار بمب در اهواز مرکز استان خوزستان ایران کشته شدند. 

## دوشنبه: ‎۴ بهمن۱۳۸۴(۲۳ ژانویه۲۰۰۶)
- انتخابات در کانادا

حزب محافظه‌کار کانادا با کسب ۱۲۴ کرسی از ۳۰۸ کرسی پارلمان پس از ۱۲ سال به قدرت بازگشت. 